# سجادة حمراء

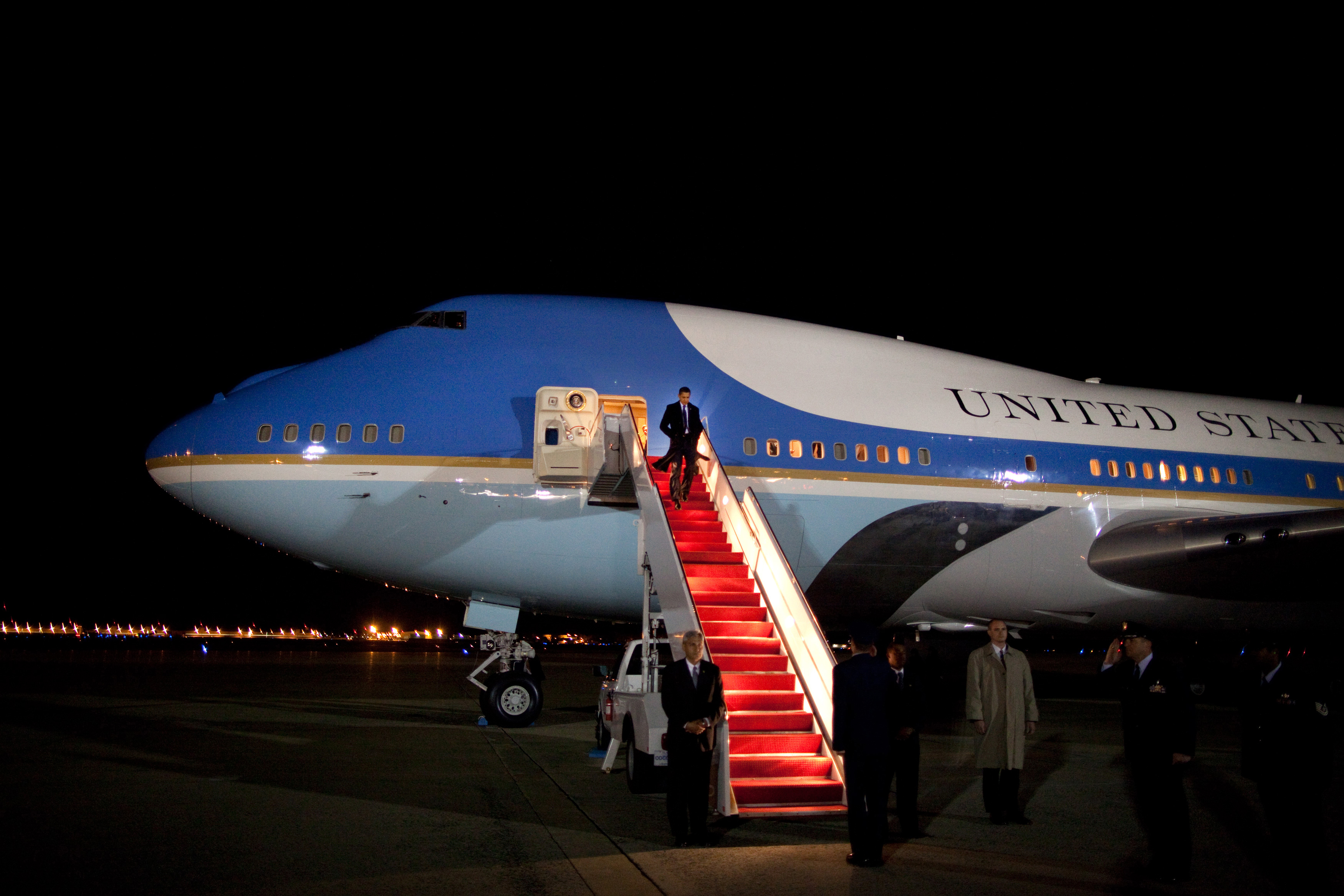
الرئيس الأمريكي باراك أوباما خلال خروجة من طائرة الرئاسة ماشياً على سجادة حمراء

السجادة الحمراء أو البساط الأحمر (بالإنجليزية: Red carpet)‏ سجادة طويلة ذات لون أحمر، تستعمل في العديد من المناسبات الرسمية و البروتوكولات الدبلوماسية كاستقبال زعماء الدول وكبار الشخصيات، بالإضافة إلى الاحتفاء وتكريم المشاهير.

## تاريخ
أول ذكر للسجادة الحمراء في الأدب وردت في ثلاثية أوريستيا التي كتبها إسخيلوس حوالي سنة 458 ق.م، تحدثت خلالها كليتيمنيسترا زوجة أجاممنون، عن وجود أرضية مطرزة باللون الأحمر امتدت على مسار زوجها الملك، بعد اكتشافها خيانته لها وخططت لقتله، واعدة إياه أن يمشي على سجادة حمراء حتى يصل إلى موته.
بعض المصادر تذكر أن البابليون هم أول من استعمل السجاد الأحمر في المناسبات وذلك في القرن الخامس قبل الميلاد خلال استقبالهم الملك الإغريقي أجاممنون، ويرجع اختيارهم للون الأحمر كونه غالي الثمن من جهة ومن جهة أخرى تميز اللون الاحمر بجاذبيته وجماله.
سنة 1821 فرشت السجادة الحمراء للترحيب بالرئيس الأمريكي جيمس مونرو خامس رؤساء الولايات المتحدة في إحدى زياراتة الداخلية.

## المهرجانات والاحتفالات

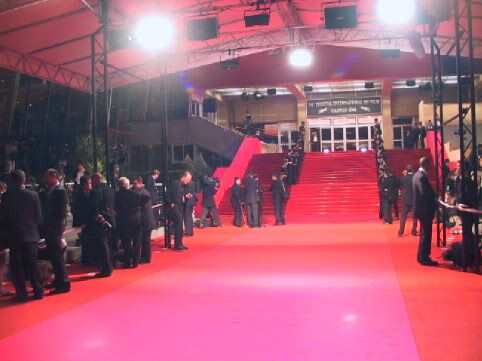
السجادة الحمراء خلال مهرجان كان سنة 2001

مع مرور السنوات واستخدام هوليوود للسجاد الأحمر سنة 1922 للترحيب بالممثلين المميزين في حفلات جوائز الأوسكار أصبح السجاد الأحمر موضة تستخدم للترحيب بالرؤساء والشخصيات المرموقة في المناسبات الرسمية، ولم يقتصر استخدام السجاد الأحمر في الأوسكار بل في أغلب المهرجانات العالمية كمهرجان كان السينمائي وغيرها، كما أن الفنادق والمطاعم الفخمة تفرش السجاد الأحمر لإضفاء طابع الضيافة فضلا عن كونها حركة من حركات التسويق.